# Nagy Pál (színművész)
Nagy Pál, Nagy Pál László (Dános puszta (Dánszentmiklós), Pest megye, 1885. december 17. – Budapest, Erzsébetváros, 1942. április 23.) színész, énekes bonviván.

## Életútja
Nagy Jakab és Spiller Berta fiaként született. Iskoláit Nagykanizsán és a budapesti kereskedelmi akadémián végezte, mely után a MÁV hivatalnoka lett. Később Sziklay Kornél színházához szerződött, onnan Zilahy Gyulához.
Önkéntesi évei leszolgálása után, 1908-ban Polgár Károly délvidéki színtársulatához hívták meg. 1913. május 5-én Kaposvárott feleségül vette Megyeri Erzsébet Olga színésznőt (szül. 1894. nov. 19.) és még abban az évben Nádassy Józsefhez szerződtek Szabadkára. Az első világháborúban a mozgósításkor mint zászlós vonult be. 1918-ban, 37 hónapi harctéri küzdelem után Bécsben szolgált, ahol a Carltheaterben a 64. gyalogezred özvegyei és árvái javára rendezett jótékonysági előadás egyik főszereplője volt, 1918 novemberében a Katonaszínészek Tanácsának intézőbizottság tagjává választották. A háború után újra Polgár Károlyhoz, Pozsonyba szegődött. 1920-ban igazgatója Andor Zsigmond (Székesfehérvár), majd 1921 tavaszától már Bodonyi Béla (Sopron-Szombathely) volt.
1920-tól rendezéssel is foglalkozott. A Várszínházban, Deák Lőrinc színtársulatában és a Fővárosi Operettszínháznál is működött. 30 éves művészi jubileumát Rákosszentmihályon ünnepelte 1937 júliusában. Halálát 1942-ben szívkoszorúér-elzáródás okozta.

## Főbb szerepei
- Milos (Drótostót)
- Rip van Winkle címszerepe
- Lőrenthey (Tatárjárás)
- Niki (Varázskeringő)
- Barinkay (Cigánybáró)
- Eisenstein (Denevér)
- Escamillo (Carmen)
- Józsi (Boszorkányvár)
- Danilo (Víg özvegy)

## Rendezései
- Czakó Pál, Basics Gyula, Szántó Mihály: Ördögh báró (operett, 1922, Várszínház)[12]
- Hamburgi menyasszony (operett, Városi Színház, 1922)[13]